# Podlomená vůle
Podlomená vůle (v anglickém originále Psych-Out) je americká filmová komedie z roku 1968. Režisérem filmu je Richard Rush. Hlavní role ve filmu ztvárnili Susan Strasberg, Dean Stockwell, Jack Nicholson, Bruce Dern a Max Julien.

## Obsazení
| Susan Strasberg  | Jenny Davis |
| Dean Stockwell   | Dave        |
| Jack Nicholson   | Stoney      |
| Bruce Dern       | Steve Davis |
| Max Julien       | Elwood      |
| Adam Roarke      | Ben         |
| Henry Jaglom     | Warren      |
| Linda Gaye Scott | Lynn        |
| Garry Marshall   |             |